# Источнобосанске бригаде НОВЈ
Током Народноослободилачке борбе народа Југославије, од 1941. до 1945. године у оквиру Народноослободилачке војске Југуославије формирано је укупно девет бригада на подручју источне Босне, а називе су носиле углавном по крајевима у којима су формиране.
Шеста источнобосанска бригада била је проглашена пролетерском, а Орденом народног хероја одликоване су Шеста источнобосанска и Петнаеста мајевичка бригада. Шеста источнобосанска, Петнаеста мајевичка и Седамнаеста мајевичка бригада добиле су назив ударна.

## Списак источнобосанских бригада
| назив                                            | датум формирања     | место формирања | одликовања     |
| ------------------------------------------------ | ------------------- | --------------- | -------------- |
| Шеста пролетерска источнобосанска ударна бригада | 6. август 1942.     | Шековићи        | ОНХ, ОНО и ОБЈ |
| Петнаеста мајевичка ударна бригада               | 23. март 1943.      | Бирач           | ОНХ и ОБЈ      |
| Шеснаеста муслиманска бригада                    | 21. септембар 1943. |                 |                |
| Седамнаеста мајевичка ударна бригада             | 16. октобар 1943.   | Тузла           | ОНО и ОБЈ      |
| Осамнаеста хрватска источнобосанска бригада      | 10. октобар 1943.   |                 |                |
| Деветнаеста бирчанска бригада                    | 23. октобар 1943.   |                 |                |
| Двадесета романијска бригада                     | 19. мај 1944.       |                 |                |
| Двадесетпрва источнобосанска бригада             | 19. септембар 1944. |                 |                |